# ایالت پنجاب (هند بریتانیا)
ایالت پنجاب (به لاتین: Punjab Province) یک منطقهٔ مسکونی در راج بریتانیا است.
پنجاب ایالتی (استانی) از هند بریتانیا بود. بیشتر منطقهٔ پنجاب در سال ۱۸۴۹ توسط کمپانی هند شرقی تصاحب شد و یکی از آخرین مناطق شبه‌قاره هند بود که تحت کنترل انگلیس قرار گرفت. در سال ۱۸۵۸، پنجاب، به همراه بقیهٔ هند بریتانیا، تحت سلطهٔ مستقیم پادشاهی انگلستان قرار گرفتند. این استان شامل پنج تقسیم‌بندی بود؛ دهلی، جلندر، لاهور، مولتان و راولپندی و تعدادی از ایالت‌های محلی بود. در سال ۱۹۴۷، تقسیم هند منجرشد که این استان به بخش‌های پنجاب شرقی و پنجاب غربی، تقسیم شود و تحت سلطهٔ دولت‌های تازه استقلال یافتهٔ هند و پاکستان قرارگیرد.

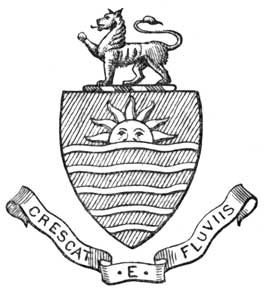
نشان بریتیش پنجاب